# Resurrection (film 1980)
Resurrection è un film statunitense del 1980 diretto da Daniel Petrie.

## Trama
Edna entra in coma dopo l’incidente automobilistico in cui perde la vita suo marito. Nel letto d'ospedale ha un’esperienza extracorporea, a cui segue il risveglio dallo stato vegetativo. Paralizzata dalla vita in giù, Edna torna con suo padre nella piccola città natale nel Kansas. Durante il viaggio i due si fermano a fare benzina in una stazione di servizio gestita da un vecchietto amichevole ed eccentrico, che mostra a Edna un serpente a due teste. Accolta a casa dall'amorevole nonna Pearl, Edna, durante una festa all'aperto, guarisce involontariamente una bambina che soffre di epistassi, lasciando attoniti i presenti. Successivamente Edna guarisce se stessa e inizia poco a poco a camminare di nuovo. Diventata involontariamente una celebrità, Edna guarisce Cal da una ferita riportata in una rissa. Il ragazzo, figlio di un austero predicatore, inizia a corteggiarla e i due iniziano una relazione romantica. Due ricercatori che assistono a una delle guarigioni di Edna chiedono a quest'ultima di sottoporsi ad alcuni test. Cal l’accompagna perciò in California, dove Edna guarisce una donna con gli arti inferiori deformati. Credendo che quelli che si verificano ogni volta siano veri e propri miracoli, Cal, in un delirio teologico ormai fuori controllo, affronta Edna e le chiede di ammettere di essere il Cristo risorto, ma la donna dichiara di non essere certa che le sue doti abbiano un’origine divina. Tempo dopo Cal, a bordo della sua moto, tenta di assassinare Edna durante uno dei suoi raduni di guarigione sparandole con il fucile, ma le colpisce solo di striscio una spalla. Dopo l’arresto di Cal Edna decide di lasciare la sua città natale.
Trascorsi alcuni anni vediamo Edna che,  più anziana, gestisce la stazione di servizio in cui si era fermata con il padre. Una giovane coppia con un figlio malato di cancro fa una sosta proprio da Edna, che si intrattiene con il ragazzino e nel salutarlo gli dà un abbraccio: in quel contatto fisico si intuisce che Edna sta esercitando ancora una volta il suo potere di guarigione.

## Produzione
Il film, interpretato da Ellen Burstyn, Sam Shepard, Eva Le Gallienne, fu prodotto  dall'Universal Pictures che lo distribuì in sala il 26 settembre 1980.

## Riconoscimenti
- 1981 - Premio Oscar
  - Candidatura Miglior attrice protagonista a Ellen Burstyn
  - Candidatura come migliore attrice non protagonista a Eva Le Galienne
- 1980 - National Board of Review Award
  - Miglior attrice non protagonista (Eva Le Gallienne)